# Jarin Blaschke
Jarin Blaschke (Westminster, 28 settembre 1978) è un direttore della fotografia statunitense.

## Biografia
All'età di 16 anni, Blaschke si trasferì dalla California a New York City per studiare alla School of Visual Arts.
È salito alla ribalta con il suo lavoro sul debutto alla regia di Robert Eggers, The Witch, e sul secondo film di Eggers, The Lighthouse, girato con un negativo in bianco e nero e per cui ha ricevuto una candidatura all'Oscar, al BAFTA e al Critics' Choice Award, vincendo invece l'Independent Spirit Award.

## Filmografia parziale
- The Witch, regia di Robert Eggers (2015)
- Shimmer Lake, regia di Oren Uziel (2017)
- Back Roads, regia di Alex Pettyfer (2018)
- Dark Hall (Down a Dark Hall), regia di Rodrigo Cortés (2018)
- The Lighthouse, regia di Robert Eggers (2019)
- The Northman, regia di Robert Eggers (2022)
- Bussano alla porta (Knock at the Cabin), regia di M. Night Shyamalan (2023)
- Nosferatu, regia di Robert Eggers (2024)